# Dorothea Greiner
Dorothea Greiner (* 21. März 1959 in Frankfurt am Main) ist eine deutsche evangelische Theologin. Von 2009 bis 2024 war sie Regionalbischöfin des Kirchenkreises Bayreuth.

## Leben
Greiner studierte von 1979 bis 1985 Evangelische Theologie in Neuendettelsau, Tübingen, Basel und Erlangen. 1988 wurde sie zur Pfarrerin der Evangelisch-Lutherischen Landeskirche in Bayern ordiniert. Nach zweijähriger Pfarrtätigkeit in Pfuhl arbeitete sie bis 1993 als Studienreferentin am Predigerseminar Bayreuth. Zwischen 1993 und 1996 schrieb sie ihre Doktorarbeit in Systematischer Theologie. Seit 1999 war sie Oberkirchenrätin und vom 1. April 2009 bis 31. Oktober 2024 Regionalbischöfin für den Kirchenkreis Bayreuth.

## Werke
- Segen und Segnen: eine systematisch-theologische Grundlegung, Kohlhammer, Stuttgart 1998, 3. Auflage 2003.
- Hrsg.: Geistliche Begleitung in evangelischer Perspektive: Modelle und Personen der Kirchengeschichte, Evangelische Verlags-Anstalt, Leipzig 2013, ISBN 978-3-374-03064-4.